# Жан Бассон
Жан Бассон (англ. Jean Basson, 5 жовтня 1987) — південноафриканський плавець.
Учасник Олімпійських Ігор 2008, 2012 років.
Призер Всеафриканських ігор 2011 року.
Призер Ігор Співдружності 2010 року.